# 미 그뢴룬드
미 그뢴룬드(핀란드어: Mi Grönlund, 1972년 5월 9일~)는 핀란드의 여성 배우이자 모델이다.
신장은 176cm이고 체중은 51kg인 그녀는, 1989년에 뮤지컬배우로 첫 데뷔를 하였는데, 이어 같은 해 1989년에서부터 이듬해 1990년까지 잠시 린제트 경기 선수 활약하였으며, 1990년 린제트 경기 선수를 단념하고 가수 데뷔하였고 이후 1995년 미스 핀란드 월드 대회에서 입상하였으며 그 후 본격 뮤지컬배우, 연극배우, 영화배우, 모델, 텔레비전 연기자 활약하였다.

## 출연작

### 뮤지컬
- 1989년 《페르 귄트》 ... 아니트라 역(조연)

### 연극
- 1996년 《무민》 ... 스노르크 역(조연)

### 영화
- 2004년 《정사 2》 ... 욘나 역(주연)
- 2007년 《무이스티》